# Essieu De Dion
Un essieu De Dion est un essieu arrière rigide doté d'un carter de pont fixé au châssis permettant un gain de poids non suspendu tout en conservant la voie constante propre au pont rigide. On le trouve sur des véhicules à roues arrière motrices mais certaines tractions en furent pourvues (Ruxton, Cord L-29). Il est généralement guidé par un parallélogramme de Watt. 

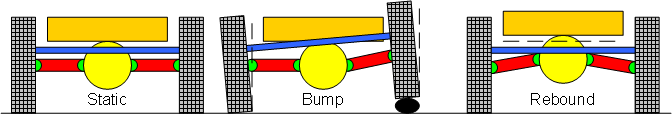
Essieu De Dion.

## Véhicules utilisant l'essieu De Dion
C'est une solution technique qui était fréquente sur les voitures de sport avant l'apparition du moteur central comme sur la Ferrari 500.
Parmi les véhicules de série anciens équipés de ce type de suspension arrière on peut citer : Mazda Cosmo, Alfa Romeo Alfetta, Alfa Romeo GTV6, Alfa Romeo Giulietta, Alfa Romeo Alfa 6, Alfa Romeo 90, Alfa Romeo 75/Milano, Lancia Aurelia (dès la 4e série), Lancia Flaminia, première et seconde générations Prince Gloria, Volvo série 300, Rover P6, Dodge Caravan et Grand Caravan (version à quatre roues motrices de 1991–2004), DAF 66, DAF 46, Opel Diplomat « B » de 1969, toutes les Aston Martin de 1967 à 1989, Ferrari 375 et 250 Testa Rossa, Maserati Quattroporte, Bugatti 251, Mercedes-Benz W125 et W154, Auto Union Type D.
Parmi les voitures plus récentes équipées d'un essieu De Dion on peut citer : Smart Fortwo et Roadster, Mitsubishi i kei, les Caterham, Ford Ranger EV, Renault Twingo III ainsi que quelques véhicules vendus en kit.